# グローバル・ナショナル
『グローバル・ナショナル（Global National）』は、カナダのグローバルテレビジョンネットワークの英語による旗艦全国ニュース番組。編集・制作スタッフは、ブリティッシュコロンビア州バーナビーのグローバルBCにあるグローバルの全国ニュースセンターを拠点とし、ドーナ・フリーゼンが月曜日から木曜日までグローバルBCのスタジオからプレゼンターを務め、金曜日から日曜日までファラー・ナッサーがグローバル・トロントのスタジオからプレゼンターを務める。2008年から2010年まで、首都のオタワから定期的に放送されていた唯一のカナダのネットワークニュース番組だった。
グローバルの直営放送局（O&O）に加えて、オンタリオ州サンダーベイの提携局CHFD-DTとニューファンドランド州セントジョンズの独立局CJON-DTでも放送されている。
グローバルはまた、2012年から2016年まで『グローバル・ナショナル・マンダリン（Global National Mandarin）』というタイトルのニュース番組の官話版も制作した。アンカーはキャロル・ワン（Carol Wang）だった。同ニュース番組は、ブリティッシュコロンビア州バンクーバーとアルバータ州カルガリーのショー・マルチカルチュラル・チャンネルで視聴された。

## 歴史
グローバルは、1994年にピーター・ケントがプレゼンターを務める地域ニュース番組『ファースト・ナショナル』を開始し、全国ニュースの存在に向けた最初の暫定的な一歩を踏み出し、マニトバ州・オンタリオ州・（1997年からは）ケベック州で放送された。同じ頃、ライバルのWICテレビ局グループは、WICのバンクーバー放送局CHAN-TV（British Columbia TelevisionまたはBCTVとしてよく知られている）で制作されたニュース番組『カナダ・トゥナイト』を開始し、アルバータ州とオンタリオ州の放送局でも放送した。
グローバルの当時の親会社であるキャンウェストによるWICのテレビ局の買収に続き、グローバルは2001年1月、同年9月に新しいネットワークニュース番組を開始する計画を発表し、ケビン・ニューマンがニュース番組のチーフアンカーとしてABCニュースからカナダに戻った。『ファースト・ナショナル』は2月に制作を終了し、同番組を放送していたグローバル放送局は、新しいニュース番組が開始されるまで代わりに『カナダ・トゥナイト』を放送した。
『カナダ・トゥナイト』の最終回は2001年8月31日に放送され、『グローバル・ナショナル（Global National）』というタイトルの新しいニュース番組が、2日前にグローバルO&Oとなり、同じスタジオからローカルニュース番組を制作しているCHANの改装されたスタジオから9月3日に初放送された。グローバルがCHANを買収した取引の一環として、CHANはグローバルの全国ニュースセンターの本拠地となり、同局はかつてのネットワークであるCTVで全国ニュース番組をやりたいと考えていた（CTVの取締役会がCHANの提案を却下した結果、『カナダ・トゥナイト』が誕生した）。番組が開始された時、スタッフは僅か15人、予算は800万ドルで、CRTCがグローバルに全国ネットワークライセンスを与えるのと引き換えに、グローバルが確保していた2,000万ドル相当の資金と一部結びついており（入札は2000年1月に承認）、『グローバル・ナショナル』、広報番組、「ウェルネス・ドキュメンタリー（wellness documentaries）」はこの契約の成果だった。
『グローバル・ナショナル』はいくつかの技術初を打ち立てた。ビデオテープに加えてデジタルカメラを使用し、Appleの当時新しいFinal Cut編集ソフトウェアで全ての記事を編集した世界初の日刊ニュース番組だった。ニュース番組の見た目や雰囲気も、他の全国ニュース番組と比べて明らかに異なっており、地図や地球儀などの一般的な要素を避け、代わりにグローバルのハウスカラーである赤（社内では「ニュースの渦（vortex of news）」として知られるバーガンディとオレンジを含む）の渦巻く円が、当時のグローバルの「三日月」ロゴを統合した円形のロゴと共に使用され、音楽パッケージは木管楽器、ドラム、フルートが独特に多用されていた。番組名は当初「Global Network News」（グローバルネットワークニュース、または「GNN」）だったが、グローバルのマーケティング部門は、より短く簡潔なタイトルを求めると主張した。
ケビン・ニューマンの名前は第2シーズンの開始時から番組タイトルに追加された。当初、平日のみ放送されていたが、週末の放送が2005年2月26日に始まり、タラ・ネルソンがアンカーを務めた。週末版の開始により、ニュースマガジンシリーズ『グローバル・サンデー』は打ち切りとなった。
当初は、ブリティッシュコロンビア州では17:30、サスカチュワン州とマニトバ州では18:00、アルバータ州・オンタリオ州・ケベック州では18:30、沿海州では23:15開始といった国内で異なる時間枠で放送された。2006年2月のグローバルの新しいビジュアルアイデンティティの発表に合わせて、大西洋時間帯では18:30から、その他の地域では17:30に生放送され始めた。このバージョンの番組は、西側の時間帯では衛星テープ遅延で放送され（2009年以降、東部時間18:30、中部・山岳部・太平洋時間17:30、CHBCケロウナでは18:00）、報道価値のある出来事が必要な場合は更新される。これにより、ニュース放送を全国の殆どの地域で均一の時間枠で放送できるほか、殆どの市場でローカルニュースへの導入として機能する。カナダ西部では初日から好調だったが、特にCHANが40年間ニュース視聴率を独占してきたブリティッシュコロンビア州では、時間枠の変更により、かつてCIIIのローカルニュース番組に大幅な視聴率を与えていた『ザ・ヤング・アンド・ザ・レストレス』をリードインとした結果、オンタリオ州での番組の視聴率が大幅に向上した（2011年10月11日、CIIIは夕方のニュース番組『ニュースアワー』のスケジュール変更の一環として、『グローバル・ナショナル』を18:30に戻した）。
異なる時間に放送されるため、カナダの全国ニュース放送の視聴率を比較するのは難しいことがよくある。ライバルのCTVとCBCが深夜に全国ニュース番組を放送する中、グローバルは『グローバル・ナショナル』を放送するために夕方のローカルニュース番組の視聴率を引き下げることを決定した。より有利な時間枠で放送されているにもかかわらず、常に『CTVナショナルニュース』よりも高い視聴率を受けており、CBCの『ザ・ナショナル』より僅かにリードを保っている。
2008年2月、ニューマンはオタワに特別に建てられたデジタルニュースルームとスタジオ施設から平日版の放送を開始した。オタワスタジオのカメラはバンクーバーのCHANから遠隔操作されており、バンクーバーにはニュース番組の主要な編集スタッフと制作スタッフが残っている。同様の遠隔操作のグリーンスクリーンスタジオが、多くのローカルニュース番組で導入された。
タラ・ネルソンは、2008年9月にグローバルのヨーロッパ支局長に任命され、その後、番組の週末版アンカーとしてのネルソンのポジションは、土曜日はキャロリン・ジャービス、日曜日はロビン・ギルが担当した。ネルソンは2010年10月に退職し、アルバータ州のCTVカルガリー（CFCN-DT）の18:00の新しいアンカーに就任した。
ニューマンは2010年4月30日にネットワークからの退社を発表し、同年8月20日に最後の放送のアンカーを務めた。7月13日にドーナ・フリーゼンが後任に指名され、9月20日から『グローバル・ナショナル』のアンカーを務め始めた。
キャロリン・ジャービスは2011年にグローバルのニュースマガジン番組『16:9』に再割り当てされ、ロビン・ギルがそれまでの日曜日の司会業務と並行して土曜日版アンカーを引き継いだ。

## 『グローバル・ナショナル・マンダリン』
『グローバル・ナショナル・マンダリン（Global National Mandarin）』は、バンクーバーとカルガリーのショー・マルチカルチュラル・チャンネルで放映されたニュース番組。2011年12月6日、グローバルは『グローバル・ナショナル・マンダリン（Global National 国语新闻）』を立ち上げる計画を発表した。30分間の官話ニュース番組は2012年1月23日に、キャロル・ワンをアンカーとして開始した。しかし、2016年6月29日、放送を継続するために必要な視聴者を獲得できなかったため、同年6月30日に最終回を放送することが発表された。調査報道シリーズ『16×9』もこの時点で終了された。

## 出演者

### アンカー
- ドーナ・フリーゼン（英語版） - アンカー・編集長（月曜日～木曜日）
- ファラー・ナッサー（英語版） - 週末/代理アンカー（金曜日～日曜日）

### 記者・特派員
- エリック・ソレンセン（英語版） - 国務担当上級記者
- ジェフ・センプル（英語版） - グローバルニュース全国担当上級記者
- ジャクソン・プロスコフ（英語版） - ワシントン支局長
- レジー・チェッキーニ（Reggie Cecchini） - ワシントン特派員
- ジェニファー・ジョンソン（Jennifer Johnson） - ワシントン特派員
- デイビッド・エイキン（英語版） - 政治担当主任記者（オタワ）
- メルセデス・スティーブンソン（英語版） - オタワ支局長
- クリスタル・グーマンシン（Crystal Goomansingh） - ロンドン支局長
- レドモンド・シャノン（Redmond Shannon） - ロンドン特派員
- マイク・アームストロング（Mike Armstrong） - ケベック担当記者
- ニートゥ・ガルチャ（Neetu Garcha） - BC担当記者
- ヘザー・ユアレックス＝ウェスト（Heather Yourex-West） - アルバータ担当記者
- ハイジ・ペトラチェク（Heidi Petracek） - 大西洋担当記者[16]

### 代理アンカー
代理アンカーには以下が含まれる。
- クリス・ゲイラス（英語版）（グローバルBC）
- コリーン・クリスティ（Coleen Christie、グローバルBC）
- ニートゥ・ガルチャ（グローバルBC）
- エリック・ソレンセン（英語版） - 国務担当上級記者
- ソフィー・ルイ（Sophie Lui、グローバルBC）
- ソニア・デオル（英語版）（グローバルBC）
- デイビッド・エイキン（英語版） - 政治担当主任記者

### 過去の出演者
- パトリック・ブラウン（英語版） - 短期間グローバルの北京支局で務め、独立特派員としてCBCテレビジョンに復帰
- キャロリン・ジャービス（英語版） - 現：調査担当主任記者（2016年に打ち切りになるまで『16x9（英語版）』のホストを務めていた）
- ケビン・ニューマン（英語版）（アンカー/編集長、2001年 - 2010年） - 元CTVニュースチャンネル（英語版）『ケビン・ニューマン・ライブ（英語版）』及びCTV『クエスチョン・ピリオド（英語版）』ホスト
- タラ・ネルソン（英語版）（週末版アンカー：2005年 - 2008年、ヨーロッパ支局長：2008年 - 2010年） - 現：アルバータ州カルガリーのCFCN-DT（英語版）で18:00のアンカー
- ショーン・マレン（Sean Mallen） - 元ヨーロッパ支局長（ロンドンを拠点）、現：グローバル・トロントリポーター
- レスリー・ロバーツ（英語版） - 2015年に退職
- キャロル・ワン（Carol Wang） - 平日夜（官話版アンカー、2012年 - 2016年）ショー・マルチカルチュラル・チャンネル（英語版）
- ヴァシー・カペロス（英語版） - 『ザ・ウェスト・ブロック（The West Block）』（アンカー、2017年 - 2018年）、現：CBCの『パワー・アンド・ポリティクス（英語版）』ホスト
- シャーリー・エンゲル（Shirlee Engel） - 元国務担当記者、現：コンパス・ローズ（Compass Rose）
- ロビン・ギル（英語版）（アンカー/初期代理アンカー、2008年 - 2021年） - ブリティッシュコロンビア担当記者（バンクーバーを拠点）
- ゴード・スタインキ（Gord Steinke、グローバル・エドモントン（英語版））[17]
- ロス・ロード（Ross Lord） - 元大西洋担当記者

### 過去のリポーター
- ジャス・ジョハル（英語版）
- マイク・エッジル（英語版）

### 現在のリポーター
- レドモンド・シャノン（英語版）（ロンドンで非常勤）